# Callicebus dubius
El tití de Hershkovitz o sauí dudoso (Callicebus dubius) es un primate platirrino de la familia de los pitécidos que habita en América del Sur. Se le encuentra en territorio de Bolivia, Brasil y Perú. El nombre común hace referencia al mastozoólogo estadounidense Philip Hershkovitz.

## Distribución
Callicebus dubius tiene un rango de distribución relativamente grande, pero poco conocido, que incluye sectores del norte de Bolivia, sudeste de Perú y tres estados de Brasil. Se le encuentra al sur del río Ituxí o tal vez el río Mucuím, ambos tributarios de la margen derecha del río Purus; el límite sur se desconoce.

### Descripción
La fórmula dental es de {\displaystyle {\tfrac {2.1.3.3}{2.1.3.3}}} en ambos maxilares. La cola no es prensil. La especie tiene un penacho frontal blancuzco, desde la coronilla hasta las orejas el pelaje es de color negruzco. Las patillas y la parte externa de los brazos y piernas son de color rojizo.
El tití marrón se moviliza a través del sotobosque apoyándose en sus cuatro extremidades o por medio de saltos, es diurno y arbóreo.

## Conservación
La especie es clasificada en la Lista Roja de la UICN como bajo preocupación menor, debido a su rango relativamente grande en una región remota de la cuenca amazónica a salvo de la intervención humana y la falta de evidencia de un declive en la población de la especie.